# Mordella fumosa
Mordella fumosa là một loài bọ cánh cứng trong họ Mordellidae. Loài này được Fairmaire & Germain miêu tả khoa học năm 1863.